# Bandera de Fortuna
La Bandera de Fortuna es el premio de una regata que se celebró entre los años 1992 y 1996, organizada por el Club Deportivo Fortuna bajo el patrocinio de recambios Txanpi.

## Historia
Según los organizadores se disputaba para dar oportunidades a aquellas tripulaciones que no tenían a priori muchas oportunidades de competir. En 1993 se denominó Bandera Mendaur y en 1996 Memorial Iñaki Etxebeste como recuerdo del remero de Fortuna que murió en 1994 a causa de un accidente de tráfico.

## Historial
| Edición | Año  | Campeón        | Segundo    | Tercero        |
| ------- | ---- | -------------- | ---------- | -------------- |
| I       | 1992 | Fuenterrabía   | San Juan   | Illunbe        |
| II      | 1993 | Arraun Lagunak | Donibaneko | Illunbe        |
| III     | 1994 | Raspas         | Ur-Kirolak | San Juan B     |
| IV      | 1995 | Illunbe        | Hernani    | San Pedro B    |
| V       | 1996 | Guetaria       | Ur-Kirolak | Fuenterrabía B |
| VI      | 1997 | Guetaria       | Illunbe    | Orio           |

## Palmarés
| Victorias | Club           | Años |
| --------- | -------------- | ---- |
| 1         | Fuenterrabía   | 1992 |
| 1         | Arraun Lagunak | 1993 |
| 1         | Raspas         | 1994 |
| 1         | Illunbe        | 1995 |
| 1         | Guetaria       | 1996 |